# The Shelter (dansclub)
The Shelter, ook bekend als Club Shelter, was een nachtclub in New York in de jaren 90.
De club was op verschillende locaties, afhankelijk van de datum. The Shelter werd opgericht door Timmy Regisford, Merlin Bobb en Freddy Sanon.